# We Are the World
We Are the World è un brano musicale del 1985 realizzato a scopo di beneficenza, scritto e composto dai cantanti statunitensi Michael Jackson e Lionel Richie, prodotto da Quincy Jones e inciso dagli USA for Africa ("USA" sta per "United Support Artists"), un supergruppo formato da 45 celebrità della musica, per la maggior parte statunitensi. I fondi raccolti da We Are the World, oltre 100 milioni di dollari, furono interamente devoluti alla popolazione dell'Etiopia, afflitta in quel periodo da una disastrosa carestia. Con vendite stimate in 20 milioni di copie, il singolo raggiunse la vetta delle classifiche di tutto il mondo e divenne, all'epoca, il brano più venduto nella storia della musica. Ricevette anche quattro Grammy Award: tre per la canzone e uno per il suo video musicale.

## Storia

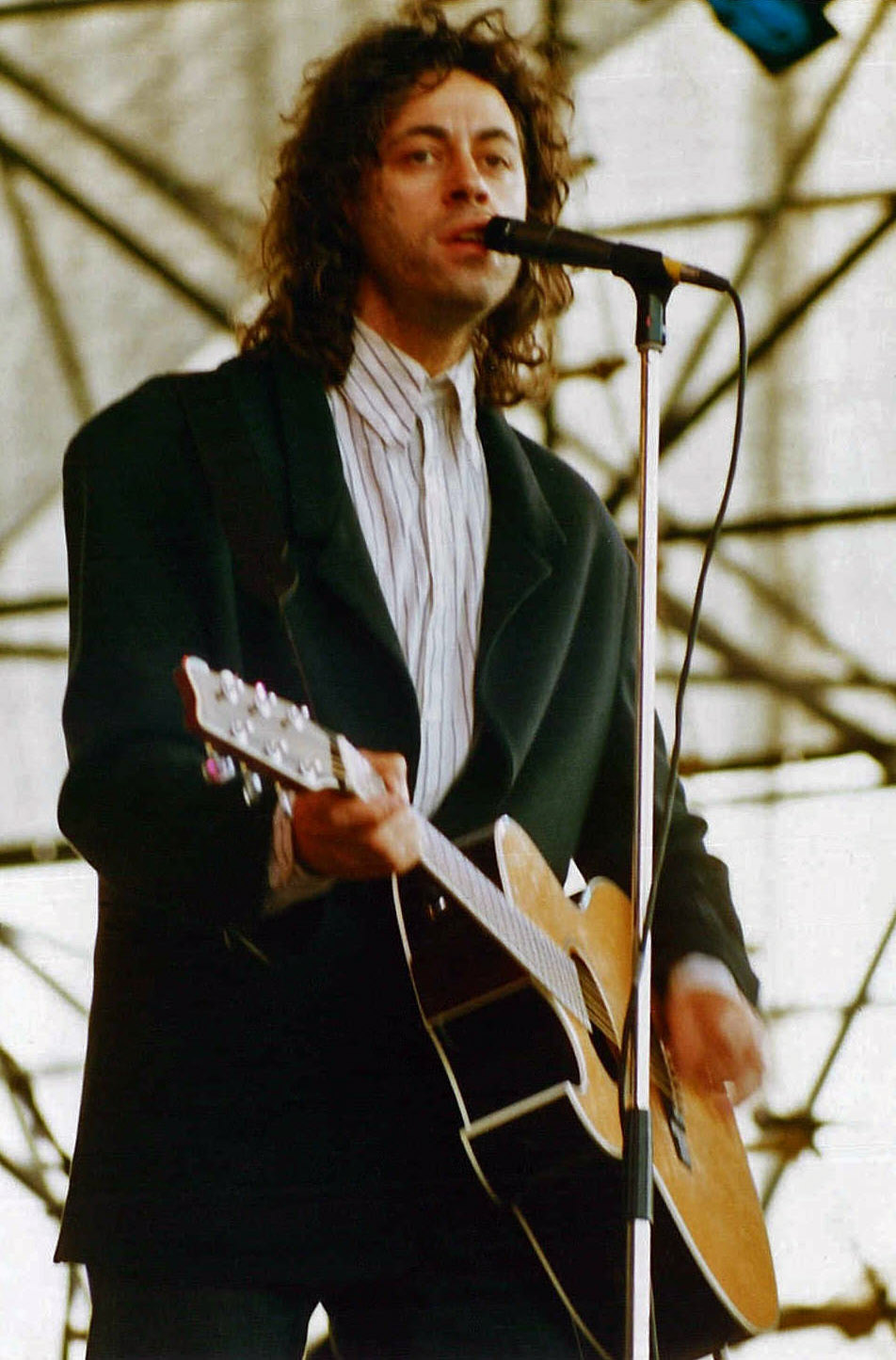
Bob Geldof, ispiratore del brano.

Nel novembre del 1984, il cantante irlandese Bob Geldof aveva coinvolto un gruppo di cantanti connazionali in un progetto, chiamato Band Aid, per realizzare un brano a scopo di beneficenza contro la fame in Africa, dove la carestia aveva ucciso quasi 1 milione di persone tra il 1983 e il 1984. Il pezzo, intitolato Do They Know It's Christmas?, ebbe un grande successo e raccolse diversi milioni di sterline in breve tempo.
Il 20 dicembre 1984, il musicista statunitense Harry Belafonte, indignato per il fatto che gli artisti afroamericani non avessero fatto nulla per aiutare gli etiopi, i maggiormente colpiti dal cataclisma, decise di produrre e realizzare un brano musicale per una raccolta fondi specifica per l'Etiopia e contattò il manager e produttore Ken Kragen, il quale suggerì di coinvolgere vari artisti statunitensi, perlopiù afroamericani, sul modello del progetto britannico; Kragen chiamò Lionel Richie, che a sua volta propose Quincy Jones come produttore, e pensò inizialmente di coinvolgere Stevie Wonder per co-scrivere la canzone. Richie chiamò Jones e lasciò un messaggio in segreteria a Wonder, che però non rispose. Jones propose allora Michael Jackson, con cui aveva già prodotto gli album Off the Wall e Thriller e che si apprestavano a lavorare al successivo Bad; Jackson aderì con entusiasmo al progetto e pochi giorni dopo Richie si ritrovò assieme a Jackson nella villa della famiglia Jackson a Encino, in California, per comporre il brano. We Are the World prese forma nell'arco di due giorni, quindi i tre lavorarono alla lista di artisti da coinvolgere nel progetto.

## Registrazione

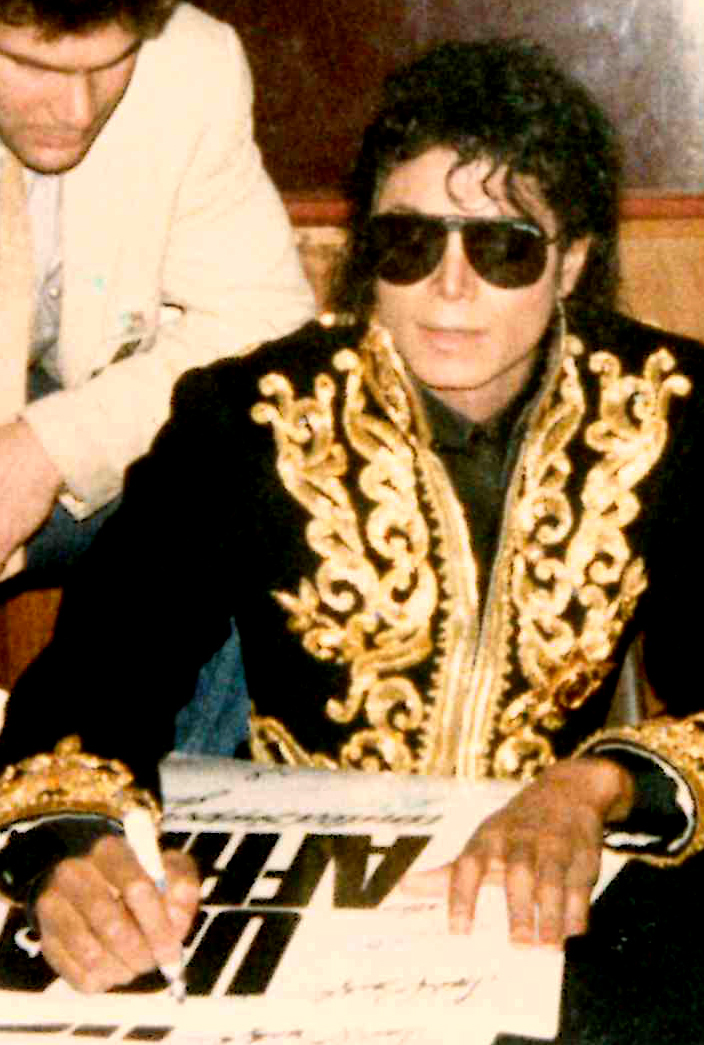
Michael Jackson la notte della registrazione del brano mentre autografa un poster di We Are the World.

La base strumentale del brano, con le voci guida di Richie e Jackson, fu registrata al Lion Share Recording Studio di Kenny Rogers il 22 gennaio 1985. Due giorni dopo, Jones fece recapitare una cassetta con la linea vocale a tutti gli artisti che avevano aderito al progetto, accompagnata da una lettera che li pregava di non duplicarla o diffonderne in alcun modo il contenuto, nonché di riportarla il giorno della registrazione. Il giorno seguente, i singoli versi della canzone, a cui ciascun cantante solista avrebbe dato il proprio contributo, furono meticolosamente scelti da Jones assieme all'assistente di produzione e arrangiatore Tom Bahler, sulla base dell'estensione e del timbro di ciascuna voce. La notte stessa fu anche deciso lo studio dove registrare le voci, anch'esso coperto dal massimo riserbo nel timore che un così gran numero di artisti famosi, riuniti in un solo luogo, attirasse una folla spropositata, facendo precipitare nel caos l'intero progetto.
La registrazione delle voci si tenne nel massimo riserbo la notte del 28 gennaio agli Hollywood's A&M Studios di Hollywood, subito dopo la cerimonia degli American Music Awards, dalla quale molti degli invitati giunsero direttamente. Secondo il docufilm intitolato We Are the World: la notte che ha cambiato il pop pubblicato su Netflix nel 2024, una registrazione notturna era l'unico modo di conciliare gli impegni di così tanti artisti e, inoltre, la serata degli American Music Awards avrebbe depistato molti dei fan, giornalisti e curiosi dal luogo delle registrazioni. Alla sessione parteciparono quarantasei artisti, incluso Bob Geldof, coinvolto in quanto primo ispiratore del progetto. Geldof e l'attore e cantante canadese Dan Aykroyd, all'epoca già famoso non soltanto come attore ma anche come membro dei Blues Brothers, furono gli unici non statunitensi a prendere parte all'incisione. Alle voci soliste si alternarono ventuno cantanti, tra i quali Lionel Richie, Michael Jackson, Stevie Wonder, Diana Ross, Ray Charles, Tina Turner, Cyndi Lauper, Billy Joel, Steve Perry, Bob Dylan, Bruce Springsteen e Dionne Warwick. Quando gli artisti iniziarono a riunirsi trovarono un cartello sulla porta dello studio, affisso da Quincy Jones, che recitava: «lascia il tuo ego alla porta»; era un promemoria divertente per ricordare che il gruppo era riunito per uno scopo più grande. Le registrazioni del pezzo furono ultimate attorno alle ore 8 del mattino del giorno seguente.

## Pubblicazione

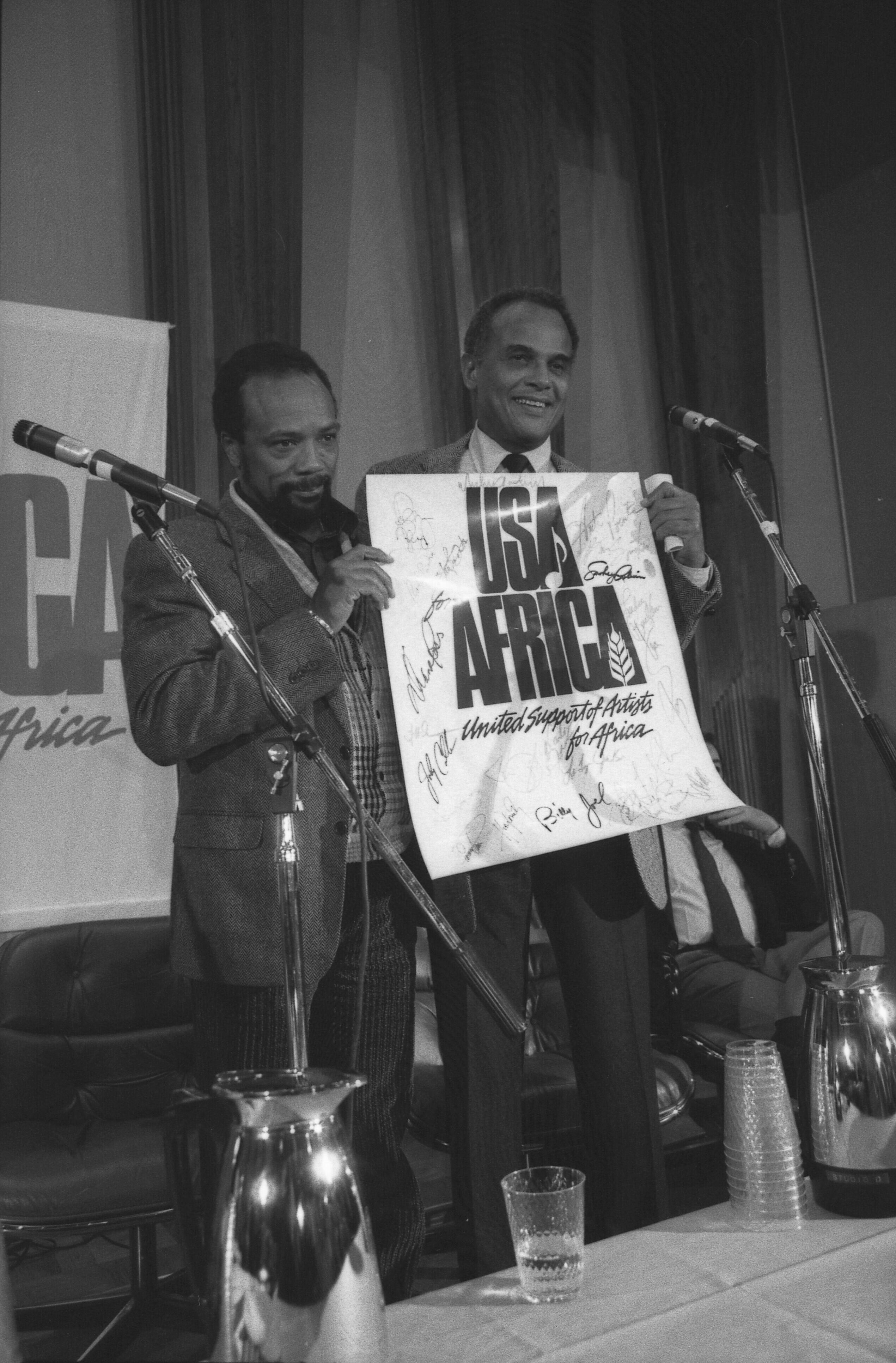
Quincy Jones, produttore del brano, con Harry Belafonte, primo ideatore del brano.

La Columbia Records si accollò per intero le spese di produzione e di distribuzione. Il brano venne pubblicato il 7 marzo 1985 in 800.000 copie, che andarono subito esaurite. Il 5 aprile, più di 5.000 stazioni radio trasmisero il brano contemporaneamente. Il singolo conquistò la cima della classifica di Billboard diventando il singolo ad aver conquistato più velocemente la posizione numero 1, dominando inoltre le classifiche di Billboard soul, contemporaneo adulto, singoli dance, canzoni rock e canzoni country. In tutto furono venduti oltre 8 milioni di copie soltanto negli Stati Uniti.
Al brano fece seguito un album omonimo che, a sua volta, vendette circa 3 milioni di copie. L'album includeva, tra gli altri, Tears Are Not Enough, frutto di un altro progetto di beneficenza di un altro supergruppo, questa volta canadese, i Northern Lights. L'album vide anche la partecipazione di Prince, il quale la notte della registrazione del 45 giri aveva declinato l'invito all'ultimo minuto; Prince contribuì al disco con il brano 4 the Tears in Your Eyes. Complessivamente il progetto We Are the World riuscì a raccogliere oltre 100 milioni di dollari, devoluti interamente in beneficenza.

## Video musicale
Il videoclip del brano venne diretto da Tom Trbovich e fu realizzato utilizzando principalmente le immagini delle riprese effettuate la notte della registrazione della canzone agli Hollywood's A&M Studios di Hollywood con tutti gli artisti riuniti a formare un unico grande gruppo e con Quincy Jones a dirigerli. Il video ufficiale su YouTube aveva superato gli oltre 500 milioni di visualizzazioni, prima che venisse inspiegabilmente rimosso. Del video e delle registrazioni venne realizzato un making of di 35 minuti che venne commercializzato nel 1985 in VHS assieme al videoclip e ripubblicato il 18 marzo 2005 in DVD, con l'aggiunta di diversi extra, col titolo We Are The World - The Story Behind The Song - 20th Anniversary Special Edition per celebrare il ventennale dalla pubblicazione del singolo.

## Accoglienza
Nonostante il suo successo commerciale, il brano ha ricevuto recensioni contrastanti da giornalisti, critici musicali e pubblico. Il giornalista Greil Marcus ha ritenuto che la canzone somigliasse a un jingle della Pepsi-Cola; secondo lui, "la ripetizione costante della frase there's a choice We're making ("c'è una scelta che stiamo facendo") ricorderebbe lo slogan della Pepsi The choice of a new generation ("la scelta di una nuova generazione") in un modo che, stando a quanto direbbero Michael Jackson e Lionel Richie, i quali hanno già collaborato con la Pepsi, sarebbe però una casualità, qualcosa che va certamente al di là della serendipità." Marcus sostiene inoltre che "se ci atteniamo al contesto in cui è stata scritta, We Are the World dice meno sull'Etiopia rispetto a quanto dice sulla Pepsi; a conti fatti, la probabilità che certi etiopi vivranno (o comunque vivranno più a lungo di quanto potrebbero altrimenti) sarà più bassa rispetto alla possibilità che la Pepsi ottenga gratis il suo sponsor per la sua campagna pubblicitaria da parte di Ray Charles, Stevie Wonder, Bruce Springsteen e compagnia cantando." Oltre a essere d'accordo con il giornalista, la professoressa e attivista Reebee Garofalo sostiene che la frase We're saving our own lives ("stiamo salvando le nostre vite") sia una "sgradevole forma di auto-indulgenza". Afferma che gli artisti di USA for Africa stavano proclamando "la propria salvezza per aver cantato una canzone su un problema che non sperimenteranno nel nome di un popolo che la maggior parte di loro non avrà mai modo di vedere in prima persona".
Stephen Holden del New York Times ha invece elogiato la frase "c'è una scelta che stiamo facendo, stiamo salvando le nostre vite". Ha scritto che il verso assumeva "un'ulteriore dimensione emotiva in quanto cantata da persone con delle mistiche da superstar". Holden ha scritto che la canzone è stata "un trionfo artistico che trascende la sua natura ufficiale". Sostiene che, a differenza di Do They Know It's Christmas della Band Aid, le voci in We Are the World sono "intrecciate ad arte" e sottolineano l'individualità di ogni cantante. Holden riporta infine che We Are the World fosse "una ballata semplice ed eloquente" e una "dichiarazione pop pienamente riuscita che risulterebbe altrettanto eccezionale se non registrata con delle celebrità".
La canzone è stata apprezzata tanto tra i giovani che i non giovani. Diversi abitanti di Columbia, nel Missouri, dichiararono di aver acquistato più di una copia del singolo e alcuni di essi sarebbero arrivati a comprare fino a cinque copie del disco in una sola volta.
Secondo il critico musicale e biografo di Bruce Springsteen Dave Marsh, We Are the World non sarebbe stata accolta positivamente all'unanimità tra gli appassionati della musica rock. Marsh dichiara che era "disprezzata" per ciò che non era: "un disco rock, una critica alle politiche che hanno portato alla carestia, un modo per scoprire come e perché si verificano le carestie, una rappresentazione onnicomprensiva dell'intero spettro mondiale della musica popolare post-Presley". Marsh ha sostenuto che solo alcune delle numerose critiche fossero fondate, mentre altre fossero a suo dire "sciocche". Lo scrittore riporta infine che, nonostante il suo sentimentalismo, We Are the World sarebbe un evento pop su larga scala che si intreccia con drammatiche connotazione politiche.

### Premi
Nel 1986 il singolo vinse 4 Grammy Award, come "Canzone dell'anno", "Disco dell'anno", "Migliore interpretazione di un duo o gruppo vocale pop" e "Miglior cortometraggio". Lo stesso anno vinse inoltre un American Music Award come "Canzone dell'anno".

## Esibizioni dal vivo

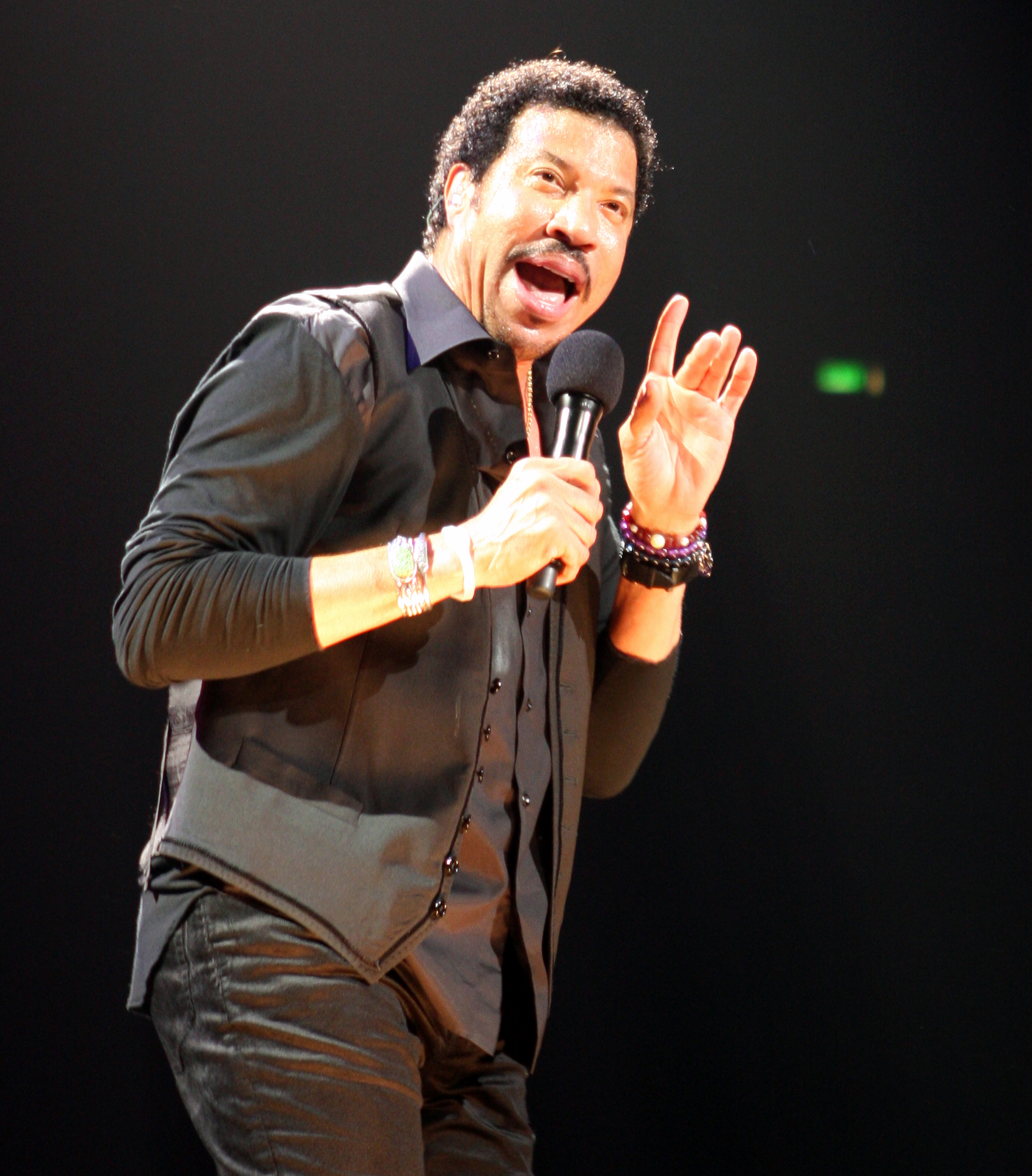
Lionel Richie, coautore del brano.

La canzone fu interpretata per la prima volta dal vivo al concerto statunitense del Live Aid il 13 luglio 1985 al John F. Kennedy Stadium di Filadelfia da quasi tutti i cantanti presenti nella registrazione originale, tra i quali Lionel Richie, Harry Belafonte, Dionne Warwick e Tina Turner (assenti, invece, Michael Jackson, Diana Ross, Stevie Wonder e Bruce Springsteen) e da diversi artisti presenti alla serata che non avevano partecipato alla registrazione originale, come Cher e Madonna.
Fu eseguita anche agli American Music Awards il 27 gennaio 1986, in chiusura di serata, da alcuni degli artisti della formazione originale, tra i quali Michael Jackson, Lionel Richie e Diana Ross, con l'aggiunta di quelli presenti alla serata di premiazione, come la cantante Whitney Houston, l'attore Michael Douglas e l'attrice Elizabeth Taylor. In quella circostanza ai cori si unirono artisti collegati via satellite da altre città e paesi, fra i quali Johnny Cash e sua moglie June Carter da Tucson, Aretha Franklin da Detroit, Bob Geldof e Paul McCartney e altri da Londra.
Il 17 gennaio 1993 il brano fu intonato da Michael Jackson, Diana Ross e altri ad una celebrazione inaugurale per il presidente eletto degli Stati Uniti Bill Clinton al Lincoln Memorial di Washington, che richiamò centinaia di migliaia di persone. Aretha Franklin, LL Cool J, Michael Bolton e Tony Bennett erano tra i musicisti presenti che non avevano partecipato alla registrazione originale del pezzo.
Il 12 giugno 1995 la canzone fu interpretata ai VH1 Honors in un medley con Heal the World dai Boyz II Men, raggiunti sul palco a sorpresa da Michael Jackson durante i cori finali.
Il 1º giugno 1999 la canzone venne riproposta come traccia di chiusura al Pavarotti & Friends 1999 a Modena da Lionel Richie, Luciano Pavarotti, Mariah Carey, Zucchero Fornaciari, Joe Cocker, B.B. King, Ricky Martin, Laura Pausini, Boyzone, Gianni Morandi, Renato Zero e tanti altri artisti. Michael Jackson, anch'egli invitato alla serata, diede forfait all'ultimo minuto.
Il 7 settembre 2001 la canzone venne eseguita come pezzo di chiusura durante la prima delle due serate-evento per celebrare i 30 anni di carriera solista di Jackson, i Michael Jackson: 30th Anniversary Celebration, dove il cantante eseguì la canzone assieme ad alcuni degli ospiti presenti alla serata, tra i quali spiccavano Justin Timberlake con gli 'N Sync, Beyoncé con le Destiny's Child, Liza Minnelli, Usher, Yōko Ono, i The Jacksons al completo e tanti altri, molti dei quali erano presenti alla registrazione originale, tra questi Ray Charles e Dionne Warwick. I cantanti e musicisti vennero diretti dal vivo da Quincy Jones. Questa versione live venne tagliata nella versione televisiva dei due concerti trasmessa dalla CBS.
Il 15 novembre 2006 Michael Jackson eseguì un frammento della canzone assieme ad un coro di ragazzi ai World Music Awards 2006 a Londra nella sua ultima esibizione pubblica dal vivo.

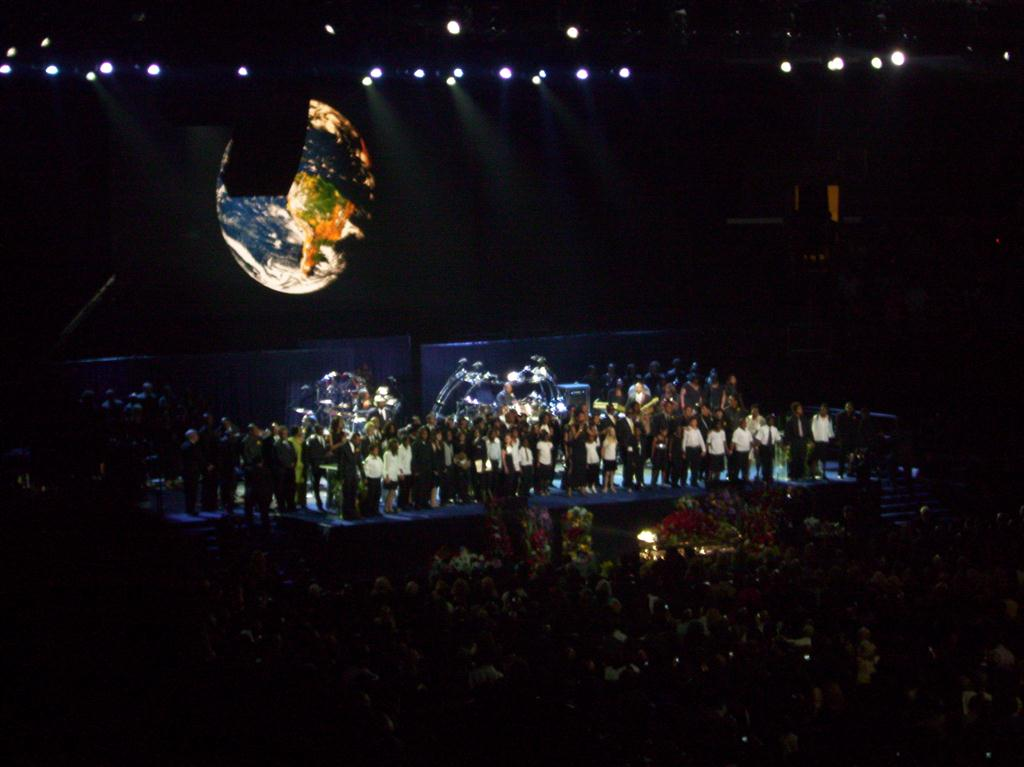
Tutti gli artisti presenti intonano We Are the World e Heal the World al funerale pubblico per Michael Jackson il 7 luglio 2009.

Il 7 luglio 2009, al funerale pubblico per Michael Jackson tenutosi allo Staples Center di Los Angeles, la canzone fu intonata (in un medley con Heal the World) in suo onore da tutti gli artisti e gli ospiti presenti, tra i quali figuravano Lionel Richie, Mariah Carey, Smokey Robinson, Usher, Brooke Shields, Kobe Bryant, Magic Johnson e tutta la famiglia Jackson, inclusi Janet Jackson e i tre figli dell'artista, Prince, Paris e Blanket.

## Tracce
Vinile 12" Stati Uniti e 7" Italia
1. We Are the World – 7:19 (Michael Jackson e Lionel Richie)
2. Grace – 4:30 (Quincy Jones)

## Formazione

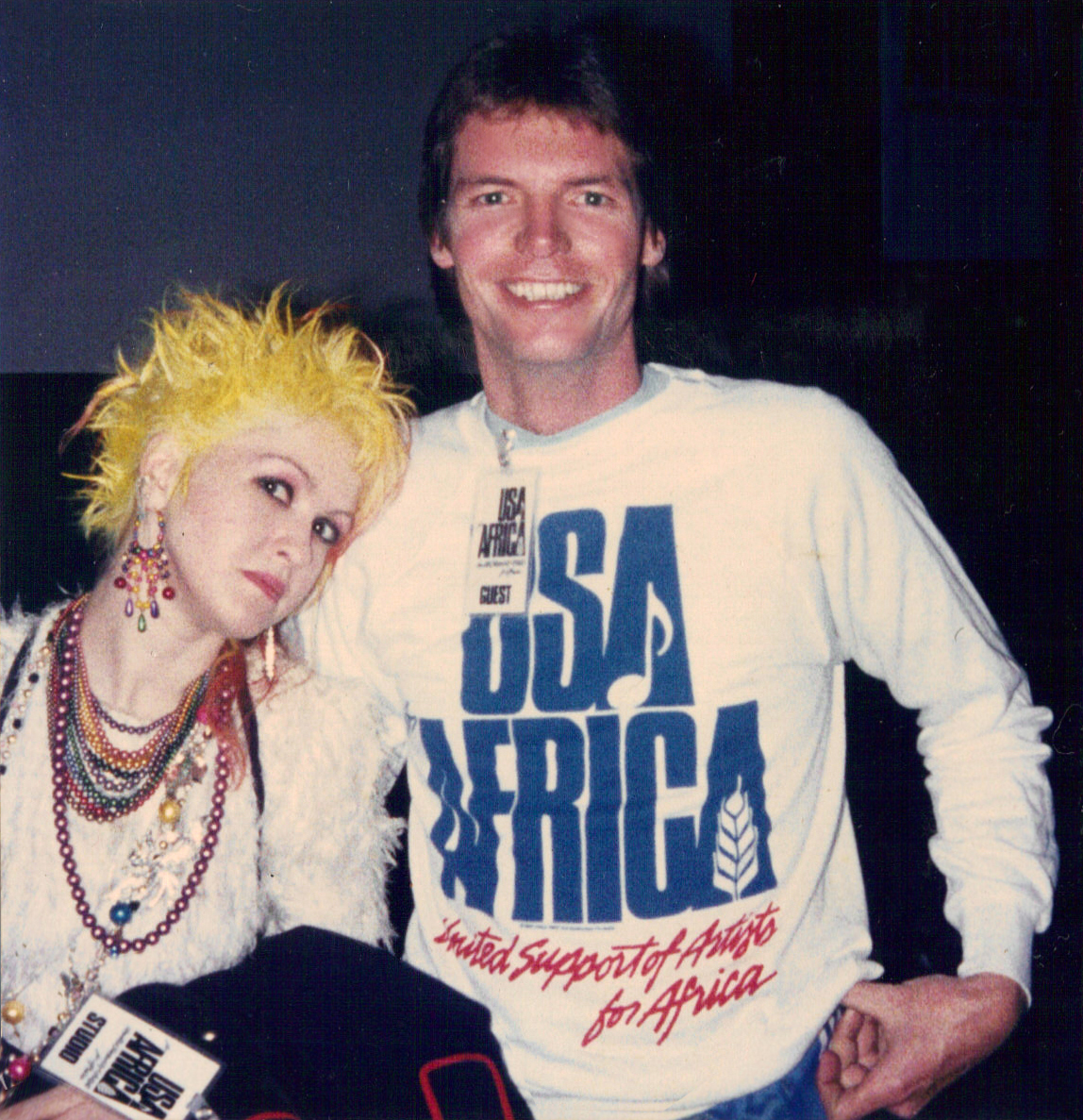
Cyndi Lauper, con il fotografo Glenn Francis, agli A&M Studios di Hollywood in California durante la registrazione del brano nella notte tra il 28 e il 29 gennaio 1985.

### Direzione musicale
Quincy Jones

### Cantanti
In ordine alfabetico, con i solisti indicati in grassetto.
- Dan Aykroyd
- Harry Belafonte
- Lindsey Buckingham (Fleetwood Mac)
- Kim Carnes
- Ray Charles
- Bob Dylan
- Sheila E.
- Hall & Oates:

Daryl Hall
John Oates
- James Ingram
- Jackie Jackson
- La Toya Jackson
- Marlon Jackson

- Michael Jackson
- Randy Jackson
- Tito Jackson
- Al Jarreau
- Waylon Jennings
- Billy Joel
- Cyndi Lauper
- Huey Lewis and the News:

Mario Cipollina
Johnny Colla
Bill Gibson
Chris Hayes
Sean Hopper
Huey Lewis
- Kenny Loggins
- Bette Midler

- Willie Nelson
- Jeffrey Osborne
- Steve Perry (Journey)
- The Pointer Sisters:

Anita Pointer
Bonnie Pointer
Ruth Pointer
- Lionel Richie
- Smokey Robinson
- Kenny Rogers
- Diana Ross
- Paul Simon
- Bruce Springsteen
- Tina Turner
- Dionne Warwick
- Stevie Wonder

### Strumentisti
- David Paich - tastiere
- Michael Boddicker - tastiere, programmazione
- Michael Omartian - tastiere
- Greg Phillinganes - tastiere
- Louis Johnson - basso
- John Robinson - batteria
- Paulinho da Costa - percussioni

## Parodie e citazioni
Il successo del brano diede a vari artisti lo spunto per ironizzare su questo tipo di iniziative a scopo di beneficenza da parte delle star del pop e del rock, a loro parere ipocrite.
- Fra i primi, nel 1985, il gruppo rock Faith No More con il brano We Care A Lot, che dà il titolo al loro album di esordio.
- Sempre nel 1985, in Italia il gruppo satirico Squallor incluse nell'album Tocca l'albicocca il brano USA for Italy, i cui versi citano Michael Jackson, Stevie Wonder, Bob Dylan e Diana Ross, supplicandoli ironicamente di ripetere l'operazione di beneficenza per il Mezzogiorno.
- Una versione parodiata di We Are the World veniva citata in un episodio del telefilm Professione vacanze dal titolo: Nove settimane e un mazzo del 1986. La seconda strofa del ritornello "we are the children", veniva sostituito da "we are the village".
- Una versione di We Are the World compare nell'ultima scena della parodia de I promessi sposi trasmessa dalla Rai nel 1990 e realizzata da Il Trio (Marchesini, Solenghi, Lopez).
- Il 9 gennaio 1992, la canzone e altri progetti simili, vennero parodiati in un episodio della terza stagione del cartone animato I Simpson, dove Sting e Krusty il Clown decidono di realizzare un pezzo per beneficenza intitolato We're Sending Our Love Down the Well (Mandiamo il nostro amore nel pozzo) per raccogliere fondi per aiutare a salvare un bambino caduto in un pozzo (che si scoprirà essere Bart Simpson).
- Nel 2006 un'altra parodia intitolata We Fuck the World, interpretata da vari pupazzi di Sylvester Stallone e uno di George W. Bush, fu trasmessa nel programma satirico francese Les Guignols de l'info come singolo di lancio del disco fittizio USA for USA.
- Nell’episodio 1x18 di Lo straordinario mondo di Gumball dal titolo Il rimborso, Gumball e Darwin cantano una parodia del brano intitolata Puoi dare al mondo.
- Nel 2010 il comico italiano Maurizio Crozza e la cantante Karima nel programma Crozza Alive, per fare satira su Flavio Briatore, realizzarono una parodia del brano intitolata We Have No Yacht.[46]
- Il brano e'stato copiato, con altre parole, per creare l'inno della Hellas Verona.[senza fonte]

## Documentario del 2024
Nel gennaio 2024 al Sundance Film Festival viene presentato il documentario dal titolo The Greatest Night in Pop, tradotto in italiano con We Are the World: la notte che ha cambiato il pop, diretto da Bao Nguyenp su idea di Lionel Richie. Il film, trasmesso per la prima volta in tutto il mondo il 29 gennaio in streaming su Netflix, racconta tramite interviste ed immagini esclusive il processo di creazione e la notte di registrazione del brano.

## Altre versioni

### We Are the World 25 for Haiti
Alla fine del 2009 Lionel Richie e il produttore Quincy Jones incominciarono a pianificare una nuova versione del brano in occasione del suo venticinquennale, sotto il nome di Live 25. Dopo il Terremoto di Haiti del 2010 (12 gennaio), si pensò di destinare i fondi del brano alla popolazione di Haiti. Il nuovo brano fu registrato nello stesso studio del brano originale il 1º febbraio 2010 con oltre 75 cantanti, chiamati per l'occasione Artists for Haiti. Per la medesima causa fu realizzata anche una versione del brano in lingua spagnola con testo di Gloria Estefan, cantata dai principali artisti latinoamericani e intitolata Somos el Mundo 25 por Haití.

### We Are the World(Demo)
Nel novembre 2004 Jackson pubblicò una raccolta chiamata Michael Jackson: The Ultimate Collection. Questo cofanetto, composto da 57 tracce, contiene anche la rara demo di We Are the World cantata unicamente da Michael Jackson, con un testo diverso trattandosi di una primissima versione demo del brano non ancora ultimato.

### Altre cover
In occasione del Pavarotti & Friends 1999, un evento di beneficenza tenutosi a Modena il 1º giugno 1999, al quale Jackson avrebbe dovuto partecipare ma diede infine forfait, Luciano Pavarotti fece una cover di We Are the World sul finire della serata cantando insieme agli altri ospiti presenti. La registrazione è contenuta nell'album dal vivo Pavarotti & Friends for Guatemala & Kosovo (1999).